# Can Marcet (Sant Cugat del Vallès)
Can Marcet és un edifici del municipi de Sant Cugat del Vallès (Vallès Occidental) que forma part de l'Inventari del Patrimoni Arquitectònic de Catalunya.

## Descripció
És una masia en la que resulta l'estructuració simètrica que s'ha fet en l'ordenació dels elements de la façana. Presenta tres obertures en el pis i tres en la planta baixa. El portal d'entrada està situat en el centre i per damunt d'ell la finestra de majors dimensions ben centrada. El portal és de punt rodó i adovellat amb pedra. Els murs són de tàpia i les finestres rematades amb pedra. El teulat és a dues vessants. La façana és arrebossada en blanc. Ressalta el ràfec de teula volada.